# Eoin McNamee
 (décembre 2014).
Si vous disposez d'ouvrages ou d'articles de référence ou si vous connaissez des sites web de qualité traitant du thème abordé ici, merci de compléter l'article en donnant les références utiles à sa vérifiabilité et en les liant à la section « Notes et références ».
Pour les articles homonymes, voir McNamee.
Eoin McNamee, né en 1961 à Kilkeel, dans le comté de Down, est un écrivain et scénariste d'Irlande du Nord, auteur notamment de roman policier et de littérature d'enfance et de jeunesse. Il a grandi en Irlande du Nord avant de faire ses études au Trinity College de Dublin. Il signe aussi des romans d'espionnage sous le pseudonyme John Creed.

## Biographie
Après la publication en 1989 de deux longues nouvelles, The Last of Deeds et Love in History, qui reçoivent un bon accueil critique, il fait paraître Le Trépasseur (Resurrection Man, 1994), un roman historique qui raconte les luttes de pouvoir, les actions menées et les tensions multiples au sein de l'Ulster Volunteer Force et des Shankill Butchers. L'auteur écrit ensuite le scénario de la version cinématographique de ce roman en 1998, la même année où il rédige le scénario original de I Want You, film britannique réalisé par Michael Winterbottom, avec Rachel Weisz et Alessandro Nivola
Avec Le Tango Bleu (The Blue Tango, 2001), retenu sur la liste du prix Booker, McNamee revient sur l'assassinat, dans les années 1950, de la fille de 19 ans du juge Lancelot Curran de la cour d'Irlande du Nord. Ce personnage réapparaît dans deux autres titres.
00:23, Pont de l'Alma (12:23: Paris. 31st August 1997, 2007) est également une enquête historique qui réexamine les derniers jours de Lady Diana, princesse de Galles, avant sa mort tragique.
Eoin McNamee a également écrit pour les jeunes adultes deux trilogies romanesques : Navigator (2006-2009) et Ring of Five (2010-2012).
Sous le pseudonyme de John Creed, il donne des romans d'espionnage se déroulant dans les années 1970 et ayant pour héros Jack Valentine, un agent des services secrets britannique qui travaille pour le MRU, un organisme top secret qui collabore avec les États-Unis.
Eoin McNamee reçoit la bourse Macauley de littérature irlandaise en 1990.

## Œuvre

### Romans

#### SérieBlue
- The Blue Tango (2001) Publié en français sous le titre Le Tango bleu, traduit par Patrice Carrer, Paris, Gallimard, La Noire, 2003  (ISBN 2-07-076570-9) ; réédition, Paris, Éditions du Masque, coll. Masque poche no 45, 2014  (ISBN 978-2-7024-4022-3)
- Orchid Blue (2010) Publié en français sous le titre Orchid Blue, traduit par Freddy Michalski, Paris, Éditions du Masque, 2012  (ISBN 978-2-7024-3618-9)
- Blue is the Night (2014)

#### Autres romans
- Resurrection Man (1994) Publié en français sous le titre Le Trépasseur, traduit par Freddy Michalski, Paris, Gallimard, 1996  (ISBN 2-07-074117-6)
- The Language of Birds (1995)
- The Ultras (2004)
- 12:23: Paris. 31st August 1997 (2007) Publié en français sous le titre 00:23, Pont de l'Alma, traduit par Christophe Mercier, Paris, Gallimard, Série noire, 2007  (ISBN 978-2-07-078560-5)

#### Série d'espionnageJack Valentinesignée John Creed
- The Sirius Crossing (2002)
- The Day of the Dead (2003)
- Black Cat Black Dog (2006)

### Littérature d'enfance et de jeunesse

#### TrilogieNavigator
- The Navigator (2006)
- City of Time (2008)
- The Frost Child (2009)

#### TrilogieRing of Five
- The Ring of Five (2010)
- The Unknown Spy (2011)
- The Ghost Roads (2012)

### Recueils de nouvelles
- The Last of Deeds and Love in History (1995), reprise des nouvelles de 1989 dans une édition augmentée de textes inédits

## Filmographie

### Au cinéma
- 1998 : Resurrection Man, film britannique réalisé par Marc Evans, adapté par Eoin McNamee à partir de son propre roman éponyme, avec Stuart Townsend, John Hannah et James Nesbitt
- 1998 : I Want You, film britannique réalisé par Michael Winterbottom, sur un scénario original de Eoin McNamee, avec Rachel Weisz et Alessandro Nivola
- 2014 : An Bronntanas (ou The Gift), film irlandais réalisé par Tommy Collins

### À la télévision
- 2014 : An Gaol Nach Séanfar, épisode 2, saison 1, de la série télévisée irlandaise An Bronntanas, réalisé par Tom Collins